# Lad lit
Lad lit, en litteraturgenre som skildrar unga män och deras känslo- och privatliv. Oftast är böckerna skrivna av män. Karaktärerna är ofta män som är rädda att binda sig i förhållanden. 
Motsvarigheten till lad lit inom den kvinnliga litteraturen är chick lit. 

## Exempel på lad lit
- High Fidelity, Om en pojke av Nick Hornby
- Mannen och pojken av Tony Parsons
- Mess av Jens Ganman